# Vladimir Sacharov
Vladimir Nikolaevič Sacharov (in russo Владимир Николаевич Сахаров?; Palatka, 5 febbraio 1948) è un ex calciatore sovietico dal 1991 russo, di ruolo centrocampista.

## Statistiche

### Cronologia presenze e reti in Nazionale
| Cronologia completa delle presenze e delle reti in nazionale ― Unione Sovietica | Cronologia completa delle presenze e delle reti in nazionale ― Unione Sovietica | Cronologia completa delle presenze e delle reti in nazionale ― Unione Sovietica | Cronologia completa delle presenze e delle reti in nazionale ― Unione Sovietica | Cronologia completa delle presenze e delle reti in nazionale ― Unione Sovietica | Cronologia completa delle presenze e delle reti in nazionale ― Unione Sovietica | Cronologia completa delle presenze e delle reti in nazionale ― Unione Sovietica | Cronologia completa delle presenze e delle reti in nazionale ― Unione Sovietica |
| Data                                                                            | Città                                                                           | In casa                                                                         | Risultato                                                                       | Ospiti                                                                          | Competizione                                                                    | Reti                                                                            | Note                                                                            |
| ------------------------------------------------------------------------------- | ------------------------------------------------------------------------------- | ------------------------------------------------------------------------------- | ------------------------------------------------------------------------------- | ------------------------------------------------------------------------------- | ------------------------------------------------------------------------------- | ------------------------------------------------------------------------------- | ------------------------------------------------------------------------------- |
| 12/10/1975                                                                      | Zurigo                                                                          | Svizzera                                                                        | 0 – 1                                                                           | Unione Sovietica                                                                | Qual. Euro 1976                                                                 | -                                                                               | 68’                                                                             |
| 12/11/1975                                                                      | Kiev                                                                            | Unione Sovietica                                                                | 4 – 1                                                                           | Svizzera                                                                        | Qual. Euro 1976                                                                 | -                                                                               | 75’                                                                             |
| 20/03/1976                                                                      | Kiev                                                                            | Unione Sovietica                                                                | 0 – 1                                                                           | Argentina                                                                       | Amichevole                                                                      | -                                                                               |                                                                                 |
| 24/03/1976                                                                      | Sofia                                                                           | Bulgaria                                                                        | 0 – 3                                                                           | Unione Sovietica                                                                | Amichevole                                                                      | -                                                                               | 85’                                                                             |
| Totale                                                                          |                                                                                 | Presenze                                                                        | 4                                                                               |                                                                                 | Reti                                                                            | 0                                                                               |                                                                                 |

## Palmarès
- Campionato sovietico: 1

Torpedo Mosca: 1976